# (14447) Hosakakanai
(14447) Hosakakanai est un astéroïde de la ceinture principale.

## Description
(14447) Hosakakanai est un astéroïde de la ceinture principale. Il fut découvert le 2 novembre 1992 à Kitami par Kin Endate et Kazuro Watanabe. Il présente une orbite caractérisée par un demi-grand axe de 3,02 UA, une excentricité de 0,30 et une inclinaison de 9,2° par rapport à l'écliptique.

## Compléments